# Cyklorama

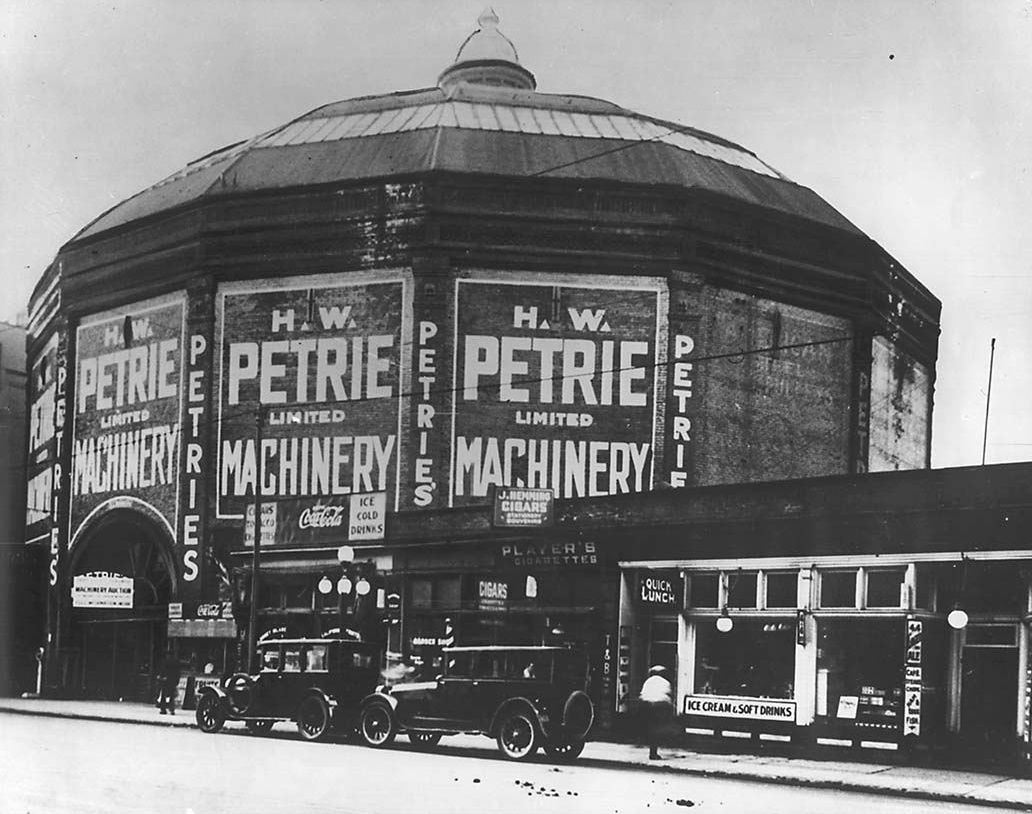
Cyclorama Toronto-byggnaden 1922

Ett cyklorama, eller en rundmålning,  är en panoramabild som är upphängd på väggen på hela insidan av ett cylindriskt – eller mångkantigt – rum, vilken är avsedd att ge åskådarna – som står i mitten av rummet – en illusion av att stå på den plats varifrån motivet avbildas. 

## Historik

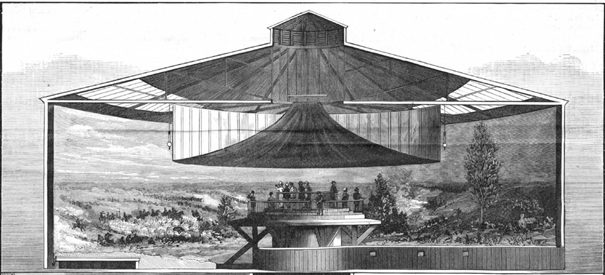
Gettysburg Cyclorama 1886.

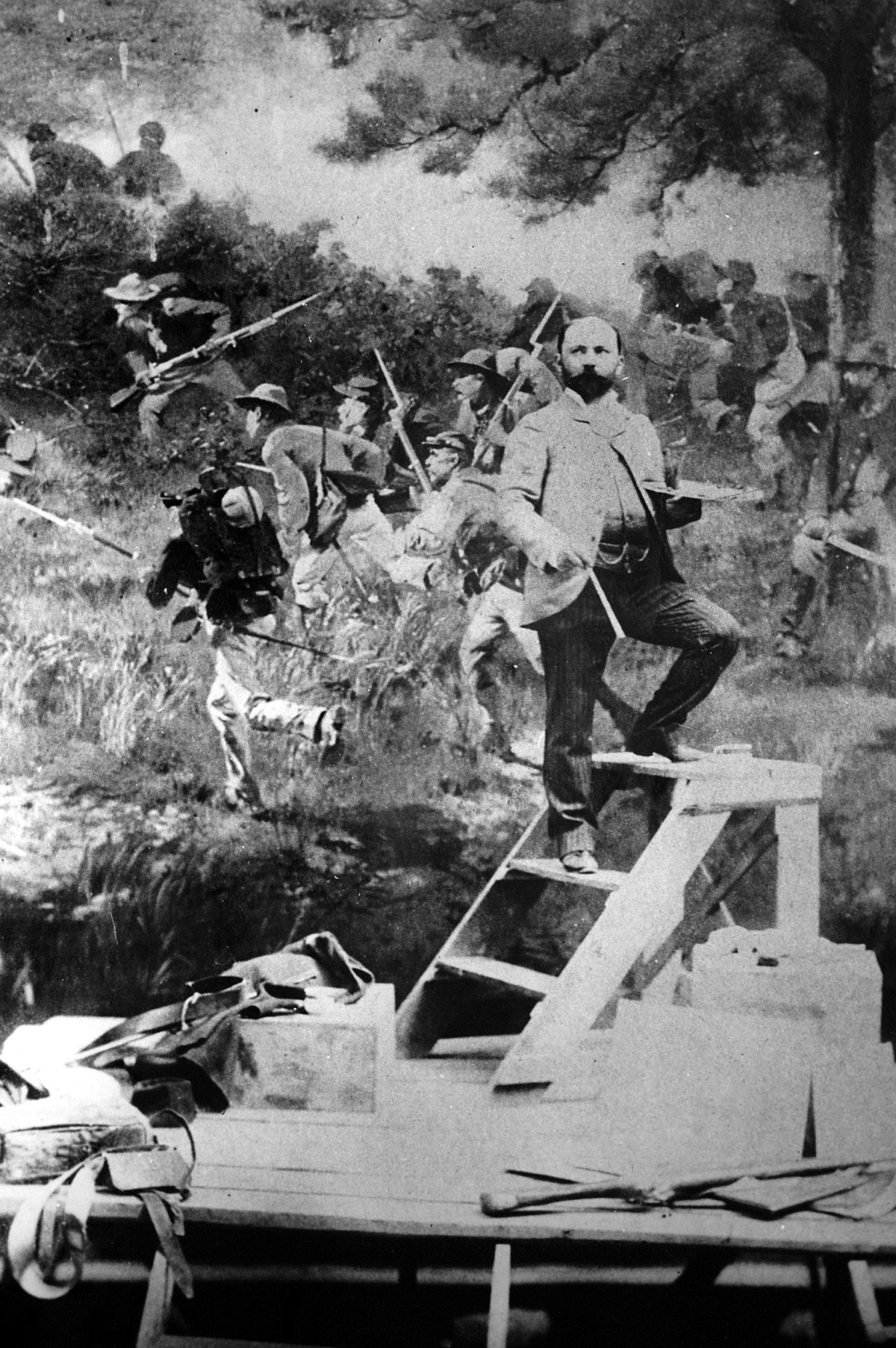
Paul Philippoteaux i färd med att måla Gettysburg Cyclorama, omkring 1883.

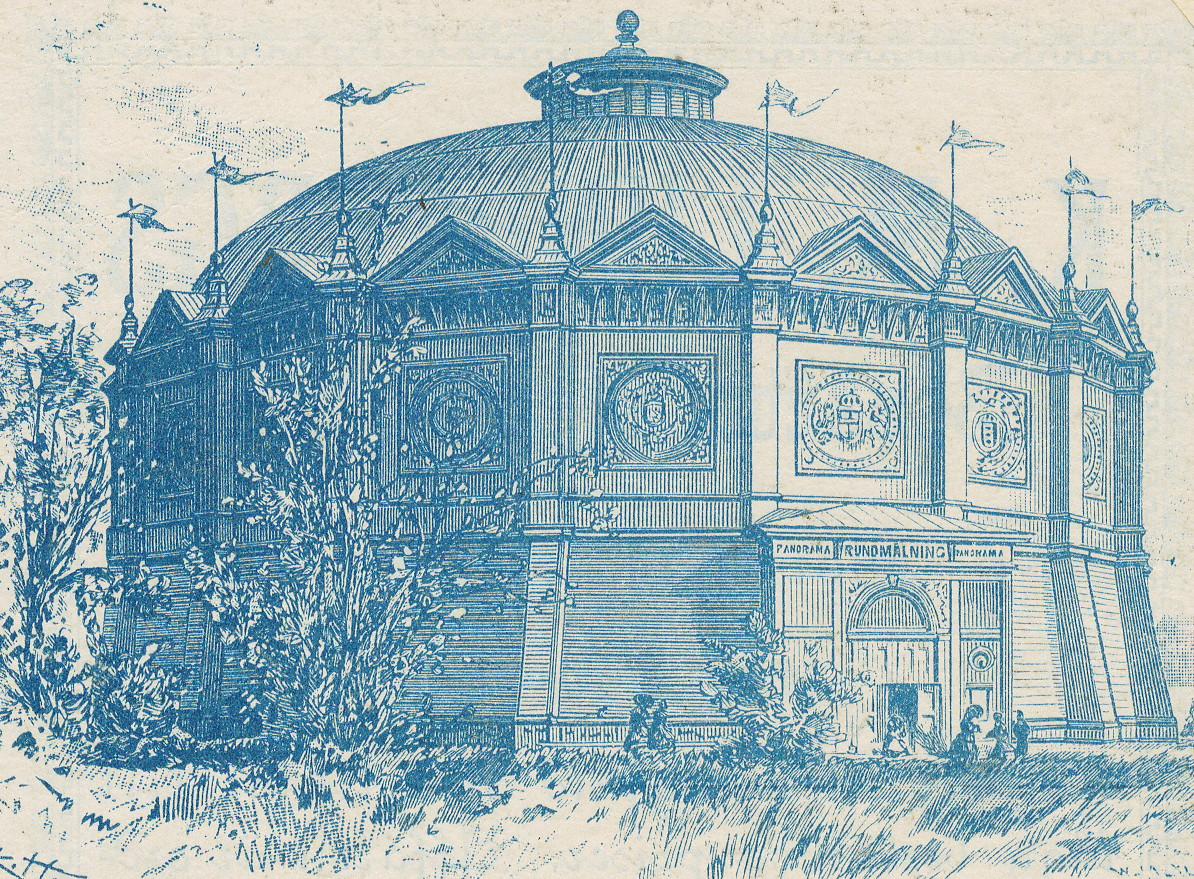
Rundmålningsbyggnaden på Djurgården i Stockholm, blåtonad xylografi.

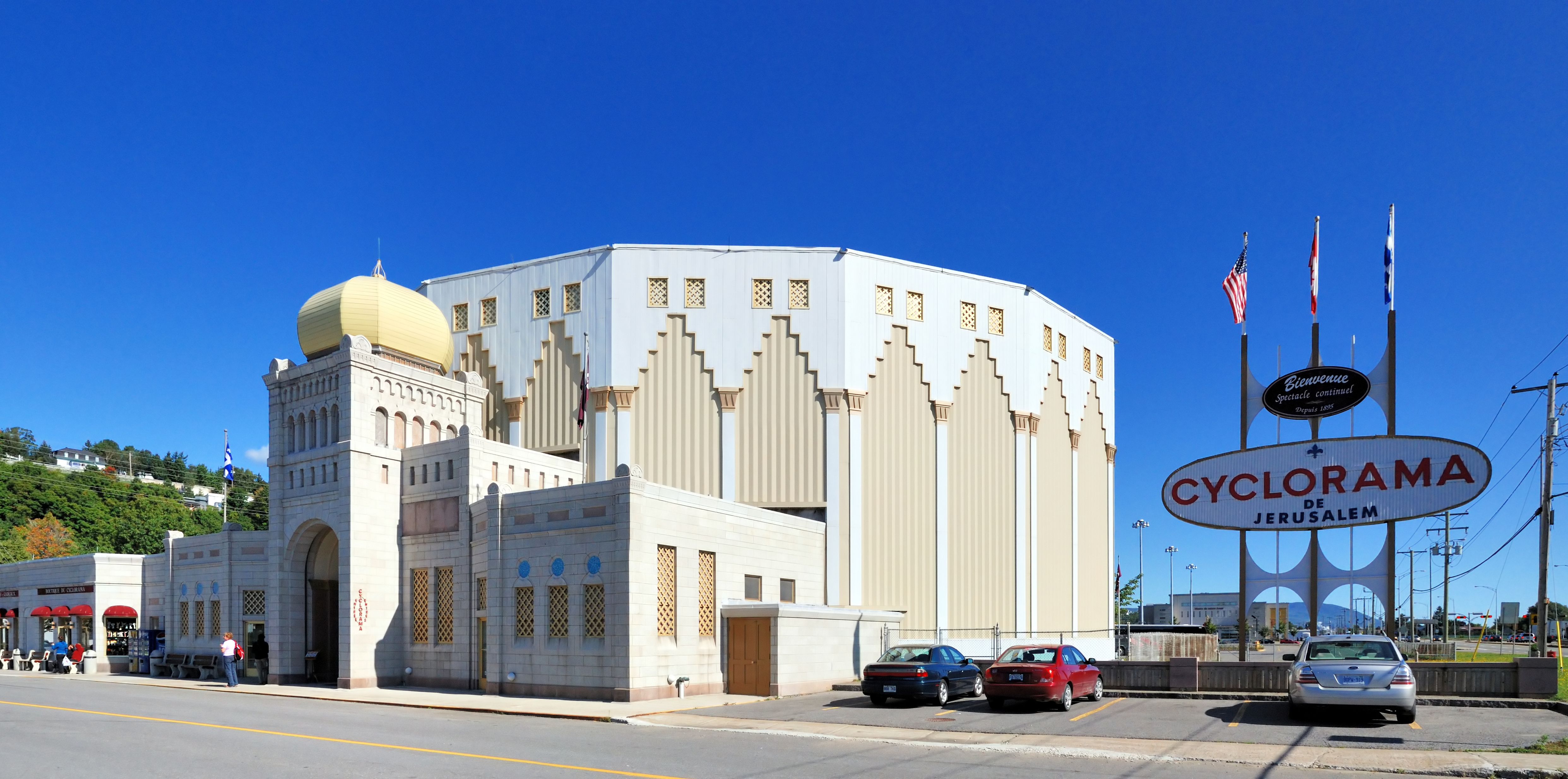
Cyclorama de Jérusalem i Sainte-Anne-de-Beaupré i Québec i Kanada.

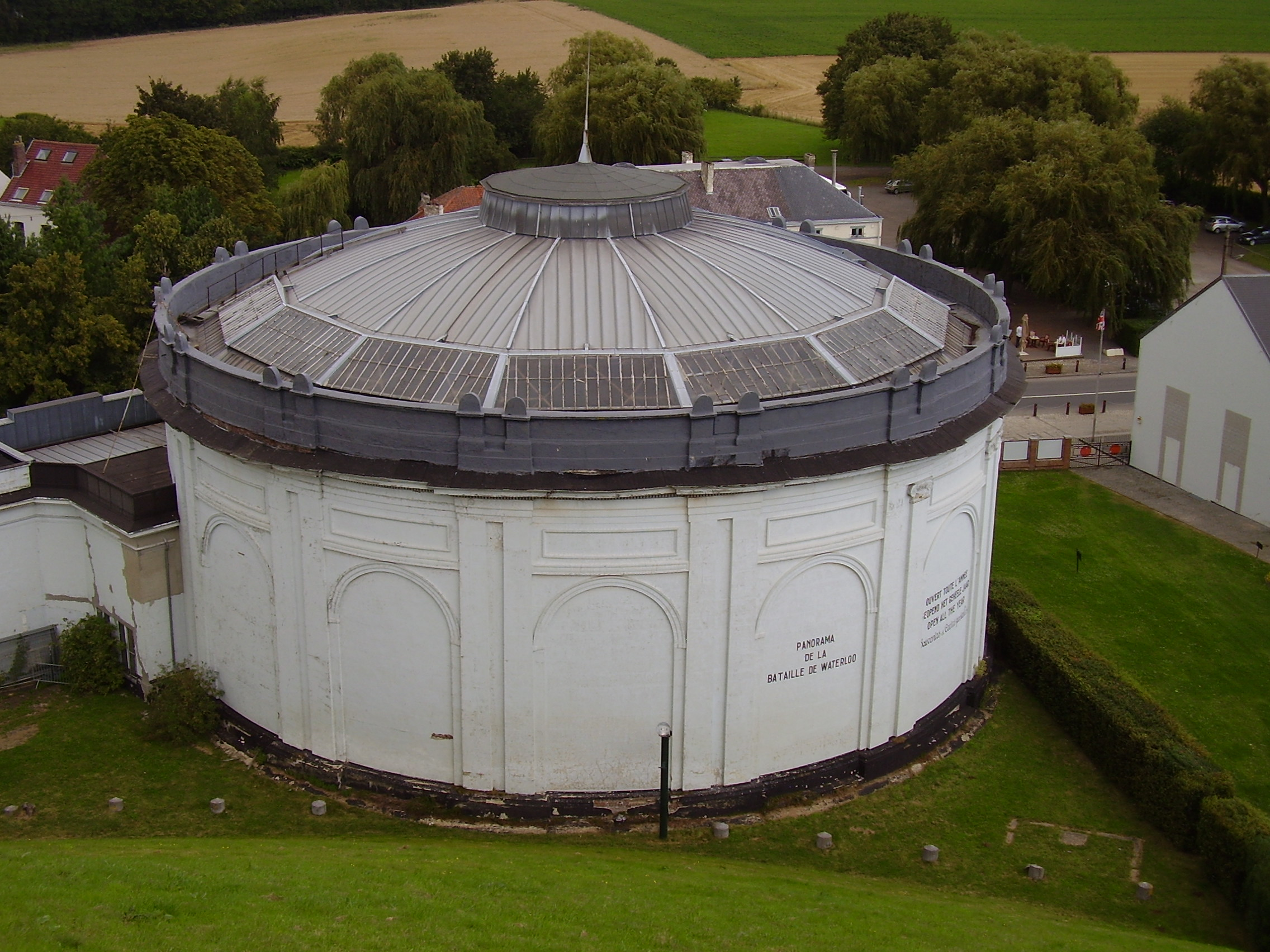
Panorama över slaget vid Waterloo i Belgien.

Rundmålningar av panoramatyp skapades först av den irländske dekorationsmålaren Robert Barker, som önskade hitta en metod att fånga panoramavyn från Carlton Hill i Edinburgh i Skottland. Det första cykloramat i mindre skala visades i Edinburgh 1787. Barker fick också patent på detta sätt att ge en perspektivvy horisonten runt samma år. Han gjorde därefter en rundmålning över London, som han visade där från 1792. Han lät bygga en tvåvånings rotunda vid Leicester Square, som fungerade till 1868, och under den tid den var öppen visade 126 cykloramor där.
Cykloramor blev populära under slutet av 1700-talet. Målningarna turnerade ofta från stad till stad och hängdes upp i provisoriska eller permanenta anpassade runda eller mångkantiga byggnader. Så visades till exempel Londonmålningen Panorama över London från Albion Hill i Hamburg 1799 och i Wien 1804. Visningarna kunde ackompanjeras av musik och av berättarröster, och kunde kompletteras med dioramor i förgrunden för att göra cykloramat än mer illusoriskt. Barkers idé att visa landskapsmålningar i en rotunda fördes vidare till Frankrike av amerikanen Robert Fulton. År 1799 uppförde han en rotunda i Jardin des Capucines i Paris, där han visade en panoramamålning av Paris av konstnären Pierre Prévost.
Illusionen av verklighet och känslan av närvaro som panoramorna skapade, förstärktes ytterligare när målningarna så småningom byggdes ut med en så kallad faux terrain (svenska: "konstgjord  terräng"), vilket innebar en tredimensionell förlängning av den platta målningen mot åskådaren: en förgrund med verkliga föremål som gräs, grus, vagnar, staket och liknande som gjorde åskådaren ännu mer indragen i målningens illusion. En sådan faux terrain användes för första gången i Panorama över slaget vid Navarino, som visades i Paris 1827.
Panorama över Salzburg turnerade runt kontinenten under tio år och visades bland annat i Oslo. Visningarnas popularitet ledde till behov av samordning, och på initiativ av den i Wien verksamme visningsentreprenören William Burton infördes i 1800-talets början standardmått på både målningar och rotundor.
Det finns idag färre än tjugo äldre cykloramor bevarade, men det har också under senare decennier gjorts ett fåtal nya.

## Moderna cykloramor
Rundmålningar från sent 1900-tal finns bland annat i Pleven i Bulgarien med målningen Pleven Panorama från 1977. I Volgograd i Ryssland öppnades 1982 stadens Panorama Museum, där slaget vid Stalingrad visas. Werner Tübkes Bauernkriegspanorama, en skildring av slaget vid Frankenhausen, målades under 1970- och 1980-talen på uppdrag av Östtysklands kulturdepartement.

## Cykloramor i Sverige
Allmänna Rundmålningsaktiebolaget lät på 1880-talet uppföra den så kallade Rundmålningsbyggnaden på Kaptensudden på Djurgården i Stockholm. Byggnaden ritades av arkitekterna Magnus Isæus och Carl Sandahl. Det var en 20-sidig byggnad med kupoltak som visade totalt två panoramamålningar fram till 1896. Det första cykloramat hade premiär 1889, Pariser-kommunens sista dag eller striden på Buttes Chaumont den 27 maj 1871. Detta hade en målning av nederländaren Wilhelm Martens som utgångspunkt, vilken hade inköpts från kontinenten till ett fördelaktigt pris av Allmänna Rundmålningsaktiebolaget och modifierats av Julius Kronberg och medhjälpare. Målningen var 16,2 meter hög och hade en omkrets på 116 meter. En andra rundmålning visades 1895 och föreställde Pompejis förstörelse år 79 efter Kristus. Den var skapad av den franske arkitekten Prosper Bobin (1844–1923). År 1896 överlät dock Allmänna Rundmålningsaktiebolaget byggnaden för att användas av Stockholmsutställningen 1897 som servering och paviljong för kemiteknik. Byggnaden revs 1906.

## Cykloramor i urval
- Panorama över slaget vid Borodino, som visar slaget vid Borodino mellan Napoleon I och den ryska armén utanför dåvarande Moskva, och som visas i Moskva. Det är 115 meter långt och 15 meter högt.
- Panoramat över slaget vid Stalingrad mellan Nazitysklands armé och den sovjetryska armén 1942/43. Det visas i Volgograd i Ryssland och är 120 meter långt och 16 meter högt.
- Belägringen av Sevastopol i Sevastopol på Krim visar de allierades angrepp på Fort Malakov den 6 juni 1855 under Krimkriget 1853–56.
- Pleven Panorama, som visar belägringen av Plevna 1878 i Pleven i Bulgarien
- Racławice Panorama, som visar slaget vid Racławice under Kościuszko-upproret. Det visas i Wrocław i Polen och är 115 meter långt och  15 meter högt.
- Atlanta Cyclorama, som visar slaget vid Atlanta under amerikanska inbördeskriget. Det visas i Atlanta i Georgia i USA.
- Behalt Cyclorama, som gestaltar kulturarv av amish- och mennonit-folkgrupperna.
- Gettysburg Cyclorama, som visar Pickett's Charge under slaget vid Gettysburg under amerikanska inbördeskriget, och som visas i Gettysburg National Military Park.
- Cyclorama de Jérusalem, som visar Jesu korsfästelse och som visas i Sainte-Anne-de-Beaupré i Québec i Kanada.
- Panorama över slaget vid Waterloo, som visar slaget vid Waterloo 1815 under Napoleonkrigen och som visas i närheten av Braine-l'Alleud i Belgien.
- Panorama Kairo, eller Kairo och Nilens stränder var ett cyklorama från 1881 av Émile Wauters. Det visades efter tillfälliga utställningar i en rotunda i Bryssel tills det tilläts förstöras av fukt.
- Innsbrucker Riesenrundgemälde, som visar slagen vid Bergisel, som visas i Innsbruck i Österrike.
- Panorama Mesdag, som visar utsikten från en sanddyn vid byn Scheveningen 1881, och som visas i Haag i Nederländerna. Det är 120 meter långt och 14 meter högt.
- Cykloramat över Slottet i Versailles, som målades av John Vanderlyn och som visas i Metropolitan Museum of Art i New York i USA.[6]
- Bunker Hill Cyclorama, som visar slaget vid Bunker Hill och som visas i Bunker Hill Museum i Charlestown i Boston, Massachusetts i USA.
- Fesztycykloramat, som målades av Árpád Feszty och medhjälpare inför 1000-årsminnet av ungrarnas erövring 895 efter Kristus av Donaubäckenet. Det visas i Ópusztaszer i Ungern.
- Taejon Cyclorama, som visar slaget vid Taejon och visas på Det segerrika fosterländska befrielsekrigets museum i Pyongyang i Nordkorea.
- Fletcher's Mutiny Cyclorama, som skildrar myteriet på Bounty och visas på Norfolkön i Stilla havet.
- Laysan Island Cyclorama, som visar den hawaiianska ön Laysans ekologi. Det påbörjades av Charles Cleveland Nutting och blev färdigt 1914. Det finns på University of Iowa Museum of Natural History.[7]
- Bauernkriegspanorama, eller Frühbürgerliche Revolution in Deutschland, av Werner Tübke, visar slaget vid Frankenhausen 1525 i Bad Frankenhausen i Thüringen i Tyskland.

## Kosmorama
Kosmorama är en panoramabild som fortfarande är krökt för att skapa illusion av perspektiv, men inte nödvändigtvis utgör en hel cirkel. Begreppet blev känt genom en berömd avbildning som sattes upp av abbé Gazzera. Det kom senare att användas om olika typer av panoramor och avbildningar. Det kom med tiden att bli ett vanligt begrepp för biografer.